# George Pollock (1er baronnet)
George Pollock, 1er baronnet (4 juin 1786 - 6 octobre 1872) est un officier de l'armée indienne britannique. En 1844, la médaille Pollock est créée pour commémorer les réalisations de Pollock: cette médaille devait être décernée au "meilleur cadet de la saison" au séminaire militaire d'Addiscombe. Il termine sa carrière avec le grade de maréchal.

## Carrière militaire
Pollock est fils du sellier David Pollock, de Charing Cross et de Sarah Pollock (née Parsons); son frère aîné est l'avocat et homme politique Frederick Pollock (1er baronnet). La famille Pollock est une branche de cette famille de Balgray, Dumfriesshire; Le père de David Pollock est un bourgeois de Berwick-upon-Tweed, et son grand-père un yeoman de Durham. Son entreprise de sellier a reçu la coutume officielle de la famille royale .
Formé à l'Académie royale militaire de Woolwich, Pollock est nommé lieutenant-pompier de l'artillerie du Bengale le 14 décembre 1803 . Promu lieutenant le 19 avril 1804, il participe à la bataille de Deeg en novembre 1804 et au siège de Bhurtpore au printemps 1805 lors de la seconde guerre anglo-maratha. Promu Capitaine-lieutenant le 17 septembre 1805 et capitaine le 12 mars 1812, il sert dans la guerre anglo-népalaise avant d'être promu major le 12 août 1819. Il est devenu adjudant général adjoint de l'artillerie en 1820 et promu lieutenant-colonel le 1er mai 1824.
Après avoir pris un congé de maladie en Angleterre, Pollock commande l'artillerie britannique à la bataille de Prome en novembre 1824 et à Bagan en février 1826 pendant la première guerre anglo-birmane . Il est nommé Compagnon de l'Ordre du Bain le 2 janvier 1827. Il est promu au grade de colonel breveté le 1er décembre 1829, puis affecté à Kanpur pour commander un bataillon d'artillerie en 1830 . Il est devenu colonel-commandant de l'artillerie du Bengale le 3 mars 1835 et occupe brièvement un commandement divisionnaire à Danapur avec le grade de brigadier-général avant de passer au commandement supérieur du district d'Agra avec le grade de Major général le 28 juin 1838.

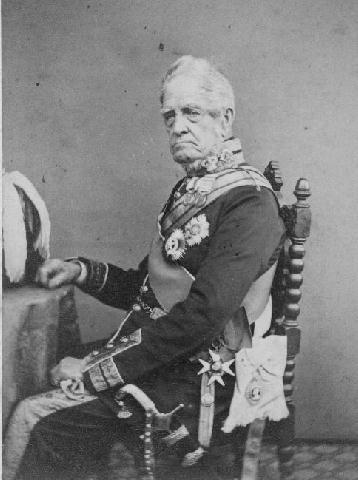
Sir George Pollock en uniforme de maréchal

En 1838, George Eden, le Gouverneur général des Indes décide d'envahir l'Afghanistan pour proclamer un ancien souverain pro-britannique roi d'Afghanistan, déclenchant ainsi la première guerre anglo-afghane. La campagne initiale est un succès mais fin 1841, face à une hostilité toujours croissante des Afghans, les dirigeants militaires et politiques décident de retirer les 5 000 soldats britanniques et indiens et les 12 000 suivants des camps, épouses et enfants de Kaboul et de ramener en Inde. La retraite, qui a eu lieu en janvier 1842, est un désastre et conduit finalement à un massacre à cause d'un leadership inefficace, du froid et des tribus féroces . Il ne reste presque plus rien des forces en retraite à l'exception de la petite garnison britannique de Jalalabad. La légende veut qu'un seul (le Dr Brydon) ait survécu. En fait, il n'est pas le seul Européen à survivre à la retraite; environ 115 officiers, soldats, épouses et enfants britanniques sont capturés ou pris en otages et ont survécu pour être relâchés par la suite . Dans ce contexte, Pollock est nommé commandant de la Force envoyée pour soulager Jalalabad: il avance à travers la Passe de Khyber et relève la garnison de Jalalabad en avril 1842 .
Pollock entreprend alors une mission non autorisée pour sauver les otages britanniques qui ont été laissés à Kaboul avant la retraite. Il s'est associé à une force britannique commandée par le général William Nott qui progresse sur Kaboul depuis Kandahar. Après avoir mené des combats à Gandomak, au col de Jagdalak et à Tezeen, Pollock sécurise Kaboul en septembre 1842 . Il détruit le Grand Bazar de Kaboul avant de se retirer en Inde en octobre 1842 . Nommé grand croix de l'Ordre du Bain le 2 décembre 1842, il devient résident britannique à Lucknow en décembre 1843 et membre militaire du Conseil de l'Inde en septembre 1844.
En 1844, les résidents britanniques de Calcutta créent la médaille Pollock pour commémorer les réalisations de Pollock. Cette médaille devait être décernée au "meilleur cadet de la saison" au Séminaire militaire d'Addiscombe .
Après son retour en Angleterre en 1846, Pollock bénéficie d'une rente de 1 000 £ par an de la Compagnie britannique des Indes orientales et vit à Clapham Common. Il est promu Lieutenant général le 11 novembre 1851 et est devenu membre du tribunal des directeurs de la Compagnie britannique des Indes orientales en 1854 . Promu général de division le 17 mai 1859, il est nommé chevalier commandant de l'Ordre de l'étoile de l'Inde le 19 août 1861 et passe au rang de chevalier grand commandant de l'Ordre de l'étoile de l'Inde le 24 mai 1866 . Promu maréchal le 24 mai 1870, il devient Connétable de la Tour de Londres en novembre 1871 avant d'être fait baronnet le 20 mars 1872. À la retraite, il est également colonel honoraire du 1st Surrey (or South London) Rifle Volunteer Battalion. Il meurt à Walmer dans le Kent le 6 octobre 1872 et est enterré à l'Abbaye de Westminster .

## Famille
En 1810, Pollock épousa Frances Webbe Barclay; ils ont quatre fils et une fille . Après la mort de sa première femme, il épouse Henrietta Wollaston en 1852.